# Acanthodelta canuta
Acanthodelta canuta är en fjärilsart som beskrevs av Emilio Berio 1978. Acanthodelta canuta ingår i släktet Acanthodelta och familjen nattflyn. Inga underarter finns listade i Catalogue of Life.